# Châteauneuf-du-Rhône
Pour les articles homonymes, voir Châteauneuf.
Châteauneuf-du-Rhône est une commune française située dans le département de la Drôme en région Auvergne-Rhône-Alpes.

## Géographie

### Localisation
Châteauneuf-du-Rhône est située à 9 km au sud de Montélimar et 60 km au sud de Valence.

### Relief et géologie
Le territoire de la commune, partie de la Vallée du Rhône, est assez plat.
Sites particuliers :
- la Montagne[1] ;
- le Montchamps (177 m)[réf. nécessaire] ;
- le Navon (335 m)[1].

### Hydrographie
La commune est arrosée par les cours d'eau suivants :
- la Chaussée ;
- la Riaille ;
- le Canal de Dérivation de Montélimar ;
- le Rhône ;
- le Roubion ;
- Merdary.

### Climat
Pour des articles plus généraux, voir Climat d'Auvergne-Rhône-Alpes et Climat de la Drôme.
En 2010, le climat de la commune est de type climat méditerranéen franc, selon une étude du CNRS s'appuyant sur une série de données couvrant la période 1971-2000. En 2020, Météo-France publie une typologie des climats de la France métropolitaine dans laquelle la commune est exposée à un climat méditerranéen et est dans la région climatique  Provence, Languedoc-Roussillon, caractérisée par une pluviométrie faible en été, un très bon ensoleillement (2 600 h/an), un été chaud (21,5 °C), un air très sec en été, sec en toutes saisons, des vents forts (fréquence de 40 à 50 % de vents > 5 m/s) et peu de brouillards. 
Pour la période 1971-2000, la température annuelle moyenne est de 13,3 °C, avec une amplitude thermique annuelle de 18,2 °C. Le cumul annuel moyen de précipitations est de 909 mm, avec 6,8 jours de précipitations en janvier et 3,8 jours en juillet. Pour la période 1991-2020, la température moyenne annuelle observée sur la station météorologique de Météo-France la plus proche, sur la commune de Donzère à 3 km à vol d'oiseau, est de 14,5 °C et le cumul annuel moyen de précipitations est de 826,1 mm,. Pour l'avenir, les paramètres climatiques de la commune estimés pour 2050 selon différents scénarios d'émission de gaz à effet de serre sont consultables sur un site dédié publié par Météo-France en novembre 2022.
| Mois                                  | jan.          | fév.          | mars            | avril           | mai           | juin          | jui.           | août           | sep.           | oct.          | nov.          | déc.          | année     |
| ------------------------------------- | ------------- | ------------- | --------------- | --------------- | ------------- | ------------- | -------------- | -------------- | -------------- | ------------- | ------------- | ------------- | --------- |
| Température minimale moyenne (°C)     | 2,4           | 2,5           | 5               | 7,4             | 11,1          | 15            | 17,4           | 17,1           | 13,8           | 10,6          | 6,2           | 3,1           | 9,3       |
| Température moyenne (°C)              | 6             | 6,9           | 10,4            | 13,3            | 17,3          | 21,6          | 24,2           | 23,8           | 19,5           | 15,2          | 9,8           | 6,5           | 14,5      |
| Température maximale moyenne (°C)     | 9,5           | 11,2          | 15,8            | 19,1            | 23,5          | 28,2          | 30,9           | 30,5           | 25,2           | 19,8          | 13,5          | 9,8           | 19,8      |
| Record de froid (°C) date du record   | −9 02.01.02   | −8,2 05.02.12 | −7,4 03.03.05   | −1,2 14.04.1998 | 2,4 08.05.04  | 7,3 10.06.06  | 8,1 12.07.1993 | 8,8 31.08.1998 | 4,8 14.09.1998 | 0,5 29.10.10  | −5,5 28.11.05 | −7,9 21.12.09 | −9 2002   |
| Record de chaleur (°C) date du record | 20,7 10.01.15 | 23,4 24.02.20 | 27,5 18.03.1997 | 30,5 24.04.07   | 34,8 30.05.01 | 41,4 27.06.19 | 40,4 22.07.19  | 41,8 23.08.23  | 36,2 04.09.23  | 31,5 09.10.23 | 24,3 01.11.22 | 19,9 24.12.22 | 41,8 2023 |
| Précipitations (mm)                   | 67,8          | 40,4          | 43              | 65,8            | 74,2          | 52,9          | 41,8           | 56             | 101,5          | 113,1         | 115           | 54,6          | 826,1     |

## Urbanisme

### Typologie
Au 1er janvier 2024, Châteauneuf-du-Rhône est catégorisée bourg rural, selon la nouvelle grille communale de densité à 7 niveaux définie par l'Insee en 2022.
Elle appartient à l'unité urbaine de Châteauneuf-du-Rhône, une agglomération intra-départementale dont elle est ville-centre,. Par ailleurs la commune fait partie de l'aire d'attraction de Montélimar, dont elle est une commune de la couronne,. Cette aire, qui regroupe 45 communes, est catégorisée dans les aires de 50 000 à moins de 200 000 habitants,.

### Occupation des sols
L'occupation des sols de la commune, telle qu'elle ressort de la base de données européenne d’occupation biophysique des sols Corine Land Cover (CLC), est marquée par l'importance des territoires agricoles (52,8 % en 2018), en diminution par rapport à 1990 (59,3 %). La répartition détaillée en 2018 est la suivante : terres arables (29 %), zones agricoles hétérogènes (19,3 %), forêts (17,6 %), eaux continentales (14,1 %), milieux à végétation arbustive et/ou herbacée (4,9 %), zones urbanisées (4,8 %), cultures permanentes (4,5 %), zones industrielles ou commerciales et réseaux de communication (3,3 %), mines, décharges et chantiers (2,4 %). L'évolution de l’occupation des sols de la commune et de ses infrastructures peut être observée sur les différentes représentations cartographiques du territoire : la carte de Cassini (XVIIIe siècle), la carte d'état-major (1820-1866) et les cartes ou photos aériennes de l'IGN pour la période actuelle (1950 à aujourd'hui).

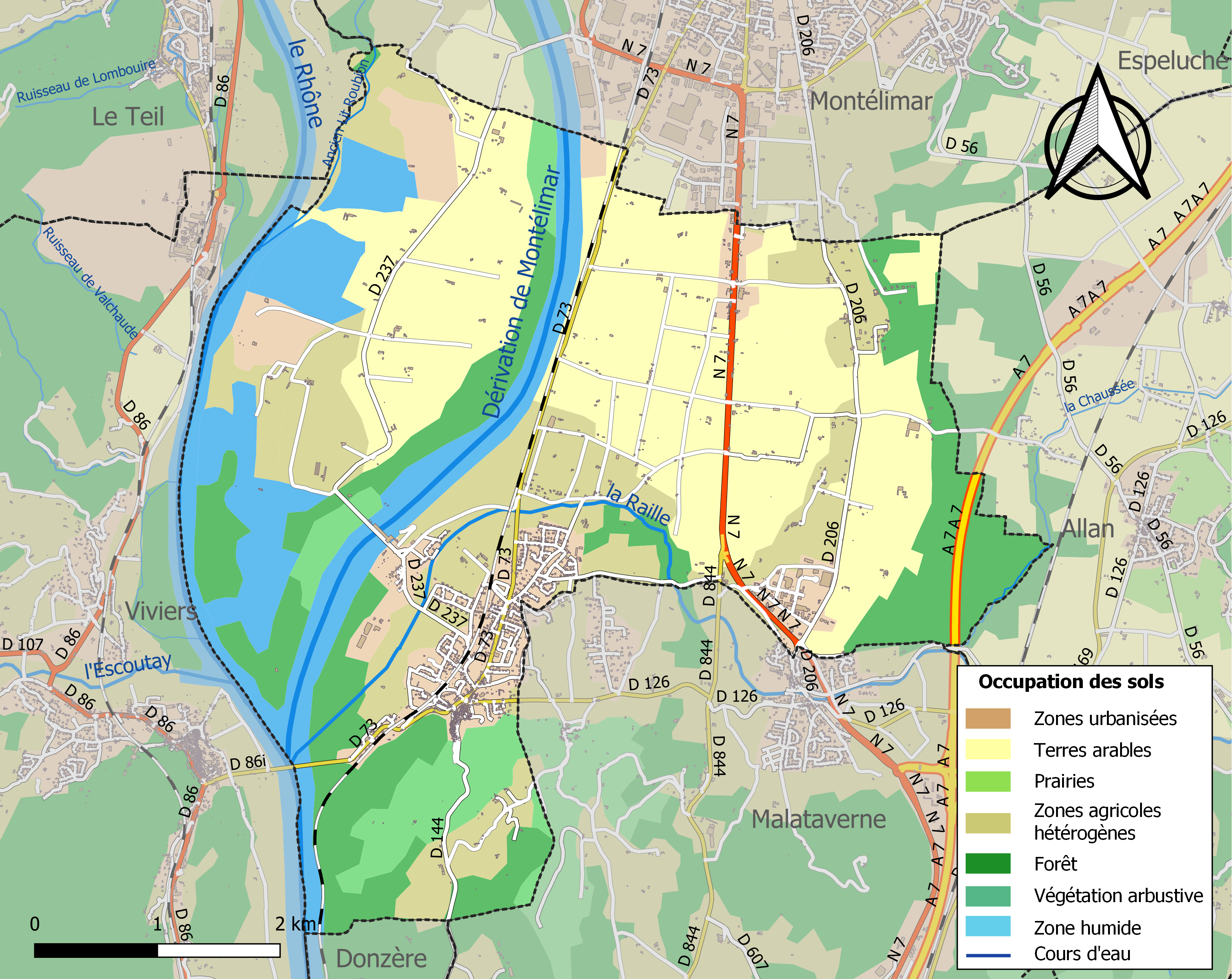
Carte des infrastructures et de l'occupation des sols de la commune en 2018 (CLC).

### Morphologie urbaine

#### Quartiers, hameaux et lieux-dits
Site Géoportail (carte IGN) :
- Benoît
- Berrière
- Bois de Ferrotin
- Bonlieu
- Boudon
- Boury
- Chambaud
- Champ Blanc
- Charbonnier
- Château Combeaumont
- Cité Adine
- Comte
- Conquet
- Croix Saint-Joseph
- Crouzet
- Dardaillon
- Darlin
- Dupont
- Fègue
- Ferrint
- Freyssinet
- Gaillard
- Girane
- Grange Neuve
- Gravières Sainte-Agnès
- Heyraud
- Jonquière
- la Barcasse
- la Camuse
- la Cure
- la Freydière
- la Grangette
- Lalabre
- la Plaine
- la Plaine
- Lardet
- la Riaille
- la Roberte
- la Touche
- Lauve
- le Balafray
- le Béal
- le Devès
- le Gourfumat
- le Grand Pélican
- le Palais
- le Petit Balafray
- le Pigeonnier
- le Ressaut
- le Roure
- les Îles
- les Oliviers
- les Sagnières
- l'Étang
- le Torchonas
- le Tournet
- l'Île
- Loreille
- Mariton
- Menut
- Meseyras
- Milon
- Moléron
- Morin (nord)
- Morin (sud)
- Pertuis
- Peyraud
- Poste électrique de Châteauneuf-du-Rhône
- Pouit
- Pozier
- Roche
- Saint-Savornin
- Savin
- Seroul
- Simon
- Terminy
- Usine Henri Poincarré

### Voies de communication et transports

#### Réseau routier
La commune est desservie par la route nationale N 7 et les routes départementales D 73, D 144, D 206 et D 237.
Un pont relie, par la route départementale D 73 puis D 86i, la commune à celle voisine de Viviers en Ardèche de l'autre côté du Rhône.
La péage de l'autoroute A7 le plus proche est celui de Montélimar sud (n°  18).

#### Réseau ferroviaire
Il n'y a pas de gare en activité à Châteauneuf-du-Rhône, bien que la Ligne de Paris-Lyon à Marseille-Saint-Charles traverse la commune pour desservir la gare de Donzère, la plus proche, et celle de Montélimar.

Le TGV Méditerranée marque certains arrêts dans cette dernière.

#### Transports en commun
La ligne de bus no 42 (Avignon-Montélimar) dessert quotidiennement la commune (plusieurs allers-retours).

### Risques naturels et technologiques

#### Risques sismiques
La commune de Châteauneuf-du-Rhône a été touchée par des tremblement de terre d’intensité VII-VIII sur l’échelle MSK en 1548 et 1873. Le séisme du 16 janvier 1548 est mal connu ; en 1873, un essaim de séismes débute le 14 juillet et dure jusqu’au 15 août, avec deux secousses plus fortes les 19 juillet et 8 août. D’une intensité évaluée à VIII, ces séismes provoquent des fissures dans toutes les maisons. Les habitants durent dormir sous des tentes. La montagne de Navon, entre Châteauneuf et Donzère, se fissura également, et l’eau des puits et des sources fut troublée.

## Toponymie

### Attestations
Dictionnaire topographique du département de la Drôme :
- (Non daté) : mention de l'église (Saint-Nicolas) : ecclesia de Castello Novo (cartulaire d'Ainay, ch. 51).
- 1250 : mention de l'église (Saint-Nicolas) : ecclesia de Castro Novo (cartulaire d'Ainay, ch. 11).
- 1292 : Castrum Novum Montis Pancerii (terrier de Saint-Pierre-du-Palais).
- 1292 : mention de l'église Saint-Nicolas : ecclesia Beati Nicolay Castri Novi (terrier de Saint-Pierre-du-Palais).
- 1300 : Castrum Novum ad Rhodanum (terrier de Saint-Pierre-du-Palais).
- 1364 : Castrum Montispenserii (terrier de Saint-Pierre-du-Palais).
- 1365 : Castrum Novum de Raco (choix de documents, 161).
- 1367 : mention du mandement : mandamentum Castri Novi (terrier de Saint-Pierre-du-Palais).
- 1442 : Castrum Novum de Rac (choix de documents, 275).
- 1579 : Chasteauneuf de Rac (archives de la Drôme, E 2725).
- 1598 : Chasteauneuf du Rosne (terrier de Saint-Pierre-du-Palais)
- 1793 [révolutionnaire] : Bourg-le-Rhône (Lacroix, L'arrondissement de Montélimar, II, 237)
- 1891 : Châteauneuf-du-Rhône, commune du canton de Montélimar.

## Histoire

### Préhistoire
Le Navon, site néolithique[réf. nécessaire].

### Protohistoire
En 2006, des fouilles, effectuées au lieu-dit la Maladrerie, ont mis au jour 43 structures à pierres chauffées, datées de la fin de l'Âge du Bronze (VIIIe siècle avant notre ère).

#### Les Celtes
Un oppidum de l'Âge du Fer domine le Rhône au lieu-dit Château Porcher[réf. nécessaire].

### Antiquité: les Gallo-romains
Vestiges romains  : mosaïques, statues, médailles, sarcophages du Ve siècle.
En 2006, sur le site de La Labre, ont été découvertes 130 sépultures datées des IIe et IIIe siècles.

### Du Moyen Âge à la Révolution
La commune est traversée par la grande route du Languedoc.
En 1014, il est fait mention du mandement de Châteauneuf.
La seigneurie :
- 1206 : les évêques de Viviers sont « hauts seigneurs » de la terre. Le « domaine utile » appartient aux Châteauneuf.
- 1264 et 1295 : les évêques acquièrent le « domaine utile ».

Dès le XIVe siècle, la commune est dirigée par des consuls.
1762 (démographie) : 120 maisons.
Avant 1790, Châteauneuf-du-Rhône était une communauté de l'élection, subdélégation et sénéchaussée de Montélimar.

Elle formait une paroisse du diocèse de Saint-Paul-Trois-Châteaux. Son église, dédiée à saint Nicolas, et les dîmes appartenaient à l'abbé d'Ainay en sa qualité de prieur du lieu (voir Le Palais).

Le mandement de Châteauneuf-du-Rhône avait la même étendue que la commune de ce nom.

#### Le Palais
Dictionnaire topographique du département de la Drôme :
- 1153 : ecclesia de Palatio (cartulaire d'Ainay, 51) ;
- 1253 : prioratus de Palatio in Tricastinensis diocesis (cartulaire d'Ainay, 18) ;
- 1292 : prioratus Beati Petri de Palatio de Castronovo (terrier de Saint-Pierre-de-Palais) ;
- 1367 : prioratus Sancti Petri Palatii mandamenti Castri Novi (terrier de Saint-Pierre-de-Palais) ;
- 1483 : prioratus Sancti Petri de Palacio (terrier de Saint-Pierre-de-Palais) ;
- 1574 : Grand Palaiz (terrier de Saint-Pierre-de-Palais) ;
- 1598 : le Grand Pallaix (terrier de Saint-Pierre-de-Palais) ;
- 1891 : Le Palais, ruines et quartier de la commune de Châteauneuf-du-Rhône.

Ancien prieuré de l'ordre de Saint-Benoît (de la dépendance de l'abbaye d'Ainay) connu dès 1250, réuni à cette abbaye en 1568. Son titulaire était collateur et décimateur dans la paroisse de Châteauneuf-du-Rhône.

### De la Révolution à nos jours
En 1790, la commune de Châteauneuf-du-Rhône est comprise dans le canton de Donzère, mais la réorganisation de l'an VIII (1799-1800) la fait entrer dans celui de Montélimar.

## Politique et administration

### Liste des maires
| Période                                                                      | Période                        | Identité                                       | Étiquette   | Qualité |
| ---------------------------------------------------------------------------- | ------------------------------ | ---------------------------------------------- | ----------- | --- |
| Les données manquantes sont à compléter. : de la Révolution au Second Empire |                                |                                                |             | |
| 1790                                                                         | 1791                           | ?                                              |             | |
| 1791                                                                         | 1793                           | Jean-Louis Cheynet                             |             | avocat au parlement de Grenoble                                                                                |
| 1793                                                                         | ?                              | Charles-Cyrille Reynaud                        |             | notaire royal                                                                                                  |
| ?                                                                            | 1817                           | ?                                              |             | |
| 1817                                                                         | 1827                           | Louis Joseph du Sault de Saint-Montant         |             | |
| ?                                                                            | ?                              | Pierre-François-Frédéric de Rivière de La Mure | Légitimiste | officier de cavalerie                                                                                          |
| Les données manquantes sont à compléter. : depuis la fin du Second Empire    |                                |                                                |             | |
| 1871                                                                         |                                | ?                                              |             | |
| 1874                                                                         |                                | ?                                              |             | |
| 1878                                                                         |                                | ?                                              |             | |
| 1884                                                                         |                                | ?                                              |             | |
| 1888                                                                         |                                | ?                                              |             | |
| 1892                                                                         |                                | ?                                              |             | |
| 1896                                                                         |                                | ?                                              |             | |
| 1900                                                                         |                                | ?                                              |             | |
| 1904                                                                         |                                | ?                                              |             | |
| 1908                                                                         |                                | ?                                              |             | |
| 1912                                                                         |                                | ?                                              |             | |
| 1919                                                                         |                                | ?                                              |             | |
| 1925                                                                         |                                | ?                                              |             | |
| 1929                                                                         |                                | ?                                              |             | |
| 1935                                                                         |                                | ?                                              |             | |
| 1945                                                                         | 1959                           | Maurice Pic                                    | SFIO        | professeur de collège sénateur de la Drôme (1948-1959) député de la 2e circonscription de la Drôme (1958-1971) |
| 1959                                                                         |                                | ?                                              |             | |
| 1965                                                                         |                                | ?                                              |             | |
| 1971                                                                         |                                | ?                                              |             | |
| 1977                                                                         |                                | ?                                              |             | |
| 1983                                                                         |                                | ?                                              |             | |
| 1989                                                                         | 2008                           | Jean-Louis Jullian                             | UDF         | |
| 2008                                                                         | 2014                           | Christian Mandrin                              | UDF         | retraité |
| 2014                                                                         | En cours (au 27 décembre 2020) | Marielle Figuet[source insuffisante]           | DVD         | cadre vice-présidente de Montélimar Agglomération (2014-), conseillère départementale depuis 2021              |

### Politique environnementale
La commune dispose d'une station de traitement des eaux.

#### Villes et villages fleuris
En 2014, la commune obtient le niveau « une fleur » au concours des villes et villages fleuris.

### Jumelages
| Châteauneuf-du-Rhône Dolhești (Iași) |

La commune est jumelée avec la ville roumaine de Dolhești dans le Județ de Iași, depuis 2007.

## Population et société

### Démographie
L'évolution du nombre d'habitants est connue à travers les recensements de la population effectués dans la commune depuis 1793. Pour les communes de moins de 10 000 habitants, une enquête de recensement portant sur toute la population est réalisée tous les cinq ans, les populations de référence des années intermédiaires étant quant à elles estimées par interpolation ou extrapolation. Pour la commune, le premier recensement exhaustif entrant dans le cadre du nouveau dispositif a été réalisé en 2004.

En 2022, la commune comptait 2 807 habitants, en évolution de +2,75 % par rapport à 2016 (Drôme : +2,64 %, France hors Mayotte : +2,11 %).
| 1793 | 1800 | 1806 | 1821  | 1831  | 1836  | 1841  | 1846  | 1851  |
| ---- | ---- | ---- | ----- | ----- | ----- | ----- | ----- | ----- |
| 924  | 884  | 949  | 1 079 | 1 333 | 1 401 | 1 450 | 1 401 | 1 402 |

| 1856  | 1861  | 1866  | 1872  | 1876  | 1881  | 1886  | 1891  | 1896  |
| ----- | ----- | ----- | ----- | ----- | ----- | ----- | ----- | ----- |
| 1 470 | 1 364 | 1 293 | 1 373 | 1 305 | 1 242 | 1 195 | 1 201 | 1 089 |

| 1901  | 1906  | 1911  | 1921  | 1926  | 1931  | 1936  | 1946  | 1954  |
| ----- | ----- | ----- | ----- | ----- | ----- | ----- | ----- | ----- |
| 1 103 | 1 124 | 1 128 | 1 064 | 1 127 | 1 152 | 1 112 | 1 066 | 1 214 |

| 1962  | 1968  | 1975  | 1982  | 1990  | 1999  | 2004  | 2006  | 2009  |
| ----- | ----- | ----- | ----- | ----- | ----- | ----- | ----- | ----- |
| 1 363 | 1 484 | 1 654 | 1 977 | 2 094 | 2 220 | 2 252 | 2 244 | 2 275 |

| 2014  | 2019  | 2022  | - | - | - | - | - | - |
| ----- | ----- | ----- | - | - | - | - | - | - |
| 2 640 | 2 724 | 2 807 | - | - | - | - | - | - |

### Enseignement
Les élèves de la commune débutent leur étude sur la commune, laquelle relève de l'académie de Grenoble :
- l'école maternelle compte cinq classes pour 125 enfants[32],
- l'école primaire compte six classes pour 134 enfants[33].

Les collèges et lycées les plus proches se trouvent à Montélimar.
La commune possède un Centre de Formation Professionnelle Forestière géré par la Chambre de commerce et d'industrie de la Drôme[réf. nécessaire].

### Manifestations culturelles et festivités
- Fête : le quatrième dimanche de septembre[20].

### Loisirs
- Nautisme[20].
- Parc (associatif) dédié aux trains miniatures. Ces derniers sont un peu plus grands que les trains électriques jouets, et permettent la promenade[34].
- Pêche[20].
- Plan d'eau[20].
- Randonnées : GR 429[1].

### Sports
Le Club Omnisports de Châteauneuf-du-Rhône (C.-O.C.) a été fondé le 1er juillet 1971 par Paul Silhol. Il comptait huit disciplines : le tennis, le tennis de table, le canoë, la planche à voile, la natation, la spéléologie, la pétanque et le football[réf. nécessaire].
- En 1998-1999, seules restaient en activité la pétanque et le football (couleur : Jaune et Bleu) / de la mi-août à fin juin)[réf. nécessaire].
- Le C.O.C. Foot. a gagné plusieurs titres de champion Drôme-Ardèche comme en 1994, 1996, 1997 (senior), 1998 (benjamin). Il a aussi été le vainqueur de la coupe René-Giraud en 1998[réf. nécessaire].

### Médias

#### Presse écrite
- Le quotidien régional Le Dauphiné libéré dispose d'une rédaction et d'un service commercial dans la ville.
- L'hebdomadaire bidépartemental La Tribune de Montélimar, propriété du Dauphiné Libéré, a son siège dans la commune.
- L'hebdomadaire L'Agriculture Drômoise, journal d'informations agricoles et rurales, couvre l'ensemble du département de la Drôme.

#### Presse audiovisuelle
- Ici Drôme Ardèche est une radio publique diffusée sur son territoire et sur la totalité du département.
- France 3 Rhône-Alpes et France 3 Alpes

## Économie

### Agriculture
En 1992 : blé, vergers, vignes (vin AOC Coteaux du Tricastin).
- Marché : le lundi[20].

### Commerce
Plusieurs commerces sont installés sur la commune : deux boulangeries, une boucherie, un bar-tabac, un coiffeur, une superette.
Hôtellerie-restauration : deux hôtels et cinq restaurants.

### Industrie

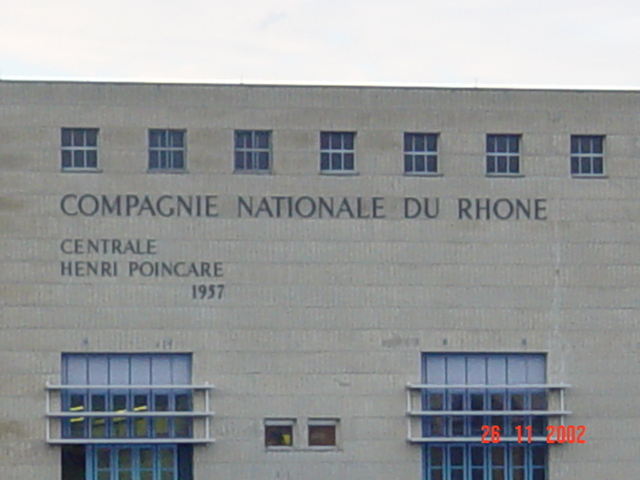
Façade de la Centrale hydroélectrique Henri Poincaré.

Une Centrale hydroélectrique Henri Poincaré a été mise en service en 1957 sur le canal de dérivation du Rhône. Elle constitue, avec le barrage de Rochemaure (sur le vieux Rhône en Ardèche), l'un des douze aménagements situés entre Lyon et la mer, et destinés à la production d'électricité, à la navigation, à l'agriculture et à la gestion des crues.

Tous ces aménagements, avec ceux du haut-Rhône français, sont la propriété de la Compagnie nationale du Rhône qui les exploite.

### Tourisme
- Site du vieux village à l'entrée du défilé[20].
- Syndicat d'initiative (en 1992)[20].

## Culture locale et patrimoine

### Lieux et monuments
- Villa Gallo-romaine du Palais à Châteauneuf-du-Rhône.(Ier siècle).
- Vestiges de fortifications : tour et remparts[20].

Enceinte médiévale barrant le passage de la voie Montélimar-Donzère et se raccordant à deux châteaux perchés (Montpensier et Sainte Catherine) avec tours et portes[réf. nécessaire].
- Église Saint-Nicolas (XIIe siècle au XVe siècle) : façade moderne, statues de bois[20].
- Porte de Donzère du XIVe siècle[20].
- Village ancien. : maisons des XVe et XVIe siècles (dont la maison des seigneurs), porches, ruelles, voûtes[20].

Autres :
- Château de Montpensier (ruiné)[20].
- Château de Combeaumont[20]/ (maison forte remaniée au XIXe siècle[réf. nécessaire]).
- Chapelle Saint-Vincent (ruinée)[20].
- Chapelle Saint-Saturnin (ruinée)[20].
- Ancienne chapelle des Pénitent Blancs[20].
- Oratoire de Saint-Joseph du XIXe siècle[20].
- Château de Port-Vieux datant du XIXe siècle[38].
- Château de la Grangette datant du XIXe siècle[39].
- Hôtel d'Arlempdes[réf. nécessaire].
- Manoir le Roure[réf. nécessaire].
- Gare de Châteauneuf-du-Rhône (fermée) : ancien bâtiment construit en 1854[réf. nécessaire].

### Patrimoine naturel
- Grottes[20].
- Fontaine de Morterol (chaude en hiver, froide en été)[20].

### Héraldique, logotype et devise
| Blason de Châteauneuf-du-Rhône | Blason  | D'azur à la grosse tour donjonnée à senestre d'une tourelle, le tout d'argent, ouvert et maçonné de sable, sur une terrasse d'argent. |
| Blason de Châteauneuf-du-Rhône | Détails | Le statut officiel du blason reste à déterminer.                                                                                      |